# Himenorrafia

La himenorrafia o cirugía de reconstrucción del himen es la restauración quirúrgica del himen.

## Variedades de la operación
El término puede cubrir al menos tres diferentes tipos significativos de procedimiento:
- Sutura de un desgarro en el himen como el que podría ser causado por una agresión sexual, pronto después de la agresión, para facilitar curación.
- Un procedimiento puramente cosmético en que se crea una membrana sin suministro de sangre, a veces incluyendo una cápsula de gelatina de una sustancia artificial similar a la sangre.  Esta operación está destinada a ser realizada unos pocos días antes de contraer matrimonio.[2]
- Uso de un colgajo del forro vaginal, completo con su suministro de sangre, para crear un nuevo himen. Se aconseja a los pacientes abstenerse de tener relaciones sexuales con penetración durante un máximo de tres meses después de este procedimiento.

## Disponibilidad y legalidad
Algunas operaciones de reconstrucción del himen son legales en ciertos países, mientras que otros prohíben toda himenorrafia.
En los Estados Unidos de América, la restauración del himen está disponible en clínicas privadas y es cada vez más común.[cita requerida]
En Francia, parte del coste es reembolsado por el estado en caso de violación o trauma.